# Warface
Warface je free-to-play online FPS hra, vytvořená na technologii CryENGINE 3 ve studiích Crytek Kiev. Hra vyšla v roce 2012 v Rusku a na západní trhy (včetně českého) se dostala v druhé polovině roku 2016. Momentálně má Warface globální pokrytí. Na Steamu má tato hra přes 400 milionů stažení a nejvíce hráčů má v Asii a Evropě.

## Příběh
Tento text je "volný google translator"  překlad z oficiální stránky. 

Spiknutí, korupce a chaos. 
Svět, se snaží vymanit se z desetiletí devastace. Je zbit a potlačen nejhlubším a nejdelším ekonomickým propadem v moderních dějinách - tato recese zasáhla nejsilnější národní identity a morální ideály. Stále menší procento silných jednotlivců ovládá stále větší procento globálního bohatství. Aby tato vládnoucí menšina neztratila své peníze a neregulovatelnou moc, vyrábí ultra-moderní zbraňové systémy, staví opevněné budovy, a podporuje svojí "ultrakapitalistickou" polovojenskou sílu známou pod názvem Blackwood.
Jste součástí Warface, elitního útvaru, který bojuje proti této brutální a celosvětové hrůze. Selhání není volbou, když se začnete potýkat s útiskem všude, kde zakopnete.

## Hratelnost
Přestože hra je free to play úspěšně se vyhýbá názvu pay2win. Transakce ve hře samozřejmě jsou, placení vám ovšem jen urychlí průběh hrou. Pokud si tedy urychlíte cestu hrou, dostanete se rychleji mezi lepší hráče, na které nemusíte mít. 
Měny:
- Dolary: Hlavní herní měna kterou získáte téměř za cokoli. Platíte s ní opravy zbraní a vybavení a můžete si za ně koupit většinu zbraní či "random boxů" (něco jako bedny z CSGO)
- Crown: Tato měna se získává za splnění COOP nebo Speciálních operací. Čím rychleji misi splníte a čím více bodů v ní získáte, tím víc dostanete crownů.
- Kredit: Měna kterou nezískáte jinak než investicí reálných peněz do hry. Kupujete za ní "boosty" které umožní rychleji získávat dolary, xp a vp. Koupíte za ní tzn. skiny a různé postavy, dýmovnice s barevným kouřem atp.
- VP: Poslední dvě věci nepatří tak trochu do měn. VP jsou body které získáte stejně jako dolary a xp - za téměř cokoli. VP slouží ke zkoumání věcí v řadě kterou si zvolíte: zbraně, oblečení nebo příslušenství.
- XP: Zkušenosti slouží ke zvyšování vašeho levelu. Těch je ve warfacu každou aktualizaci víc, momentálně asi 90.

## Herní módy
Warface přináší 4 druhy módů. V prvních dvou válčí pětičlenné skupinky proti spoustě počítačem naprogramovaných botů. Další dva jsou PvP (hráč vs hráč)

### COOP
Kooperativní mise jsou prvek, kterým se Warface odlišuje od podobných her. Skupina hráčů v nich prochází mapou, v čemž jim brání nepřátelští vojáci - boti. Kooperace je zcela zásadní a správné rozložení herních tříd taktéž. Ideálně složený tým obsahuje od každé herní třídy alespoň jednoho zástupce.
Každá coop mise až na tu nejlehčí má 2 díly. Většinou je jeden díl chození napříč mapou a vraždění nepřátel. Ve druhé části potkáte bossy v podobě velkých mechů, nebo obrněných kulometčíků. Případně je druhá část o  přežití několika vln nepřátel, či eskortování tanku. 
Co - op mise jsou skvělé na naučení ovládání, vydělání peněz včetně speciální měny - crownů - kterou získáte jen za boj proti botům. 
V coop je vždy zpřístupněno 6 misí. 1 easy, 2 normal, 2 hard a 1 insane. Tak je tomu vždy. Jediné co se mění jsou mapy které se většinou jen promíchají mezi sebou, což je velmi výhodné na naučení nazpaměť.

### Speciální operace
Druhý druh boje proti botů v pěti se liší hlavně časem a náročností. Klasická co-op mise trvá kolem 10 - 40 minut. Ve speciálních operací je 40 minut většinou minimální až rekordní čas. Klasický rozsah je 45 - 100 minut. Záleží hlavně na obtížnosti a týmu.
Mise jsou 3. Neustále se mění a vývojáři se zde neustále snaží něco vymyslet. Můj osobní názor je, že hráči chtějí opak toho co chtějí vývojáři a ti neví co s tím. Krom obtížnosti se Specops liší od Coop taky tím že jsou hlouběji zařazeny do "příběhu". Většinou vás začíná navádět někdo ve warfacu vysoce postavený. V boji se střetnete s lepšími vojáky chránící budovy vysoce postavených úředníků blackwoodu. Občas i zachráníte svět...

### Versus
Jde o klasický kompetitivní multiplayer o rozsahu až 8 vs 8 (16) hráčů, ve kterém hráči bojují v různých módech:
- Team death match - dva týmy vraždící se navzájem. Tým s více killy vyhrává.
- Capture - Jde zde o kufřík který jeden tým brání a dt oba týmy navzájem snaží obsadit. Rozhodují body získané za obsazené oblasti.
- Storm - jde o postupné rozložení dominance. Vše pěkně popořádku. Nejdřív se snaží 1 tým postupně obsadit 3 stanoviště hlídané nepřítelem. Pak se strany prohodí. Ten kdo má rychlejší čas vyhrál.
- Free for all - všichni proti všem.
- Bag and tag - všichni proti všem s jediným doplňkem. Tím je "psí známka" která zbyde po mrtvole. Pokud jí hráč sebere, dostane body navíc.

V několika módech lze založit souboj klanů.
Plant the bomb - Klasický styl typu "Counter strike" - jeden tým má za úkol odpálit bombu, druhý má za úkol zabránit položení bomby, popř. bombu zneškodnit.

### Vs Ranked match
2 týmy po 5 hrají plant the bomb. Výsledkem je změna vašeho "versus ranku". Ten má 21 levelů a každý měsíc se resetuje. Za postoupení v ranku získáte nemalé peníze a crowny. Obecně je vs ranked jakási obdoba kompetitivního módu z csgo.

## Herní třídy
Před začátkem každé mise je potřeba vybrat si třídu (class). Výběr třídy je velmi důležitý hlavně ve hře proti botům a v ranked match. Každá třída až na snipera má speciální vlastnost doplňování něčeho hráčům.

### Rifleman
Jde o vojáka zastávajícího funkci střelce. Na vybrání má z obrovské škály zbraní různých kadencí a velikostí zásobníku. Jde například o lehké kulomety nebo upravené útočné pušky.
Speciální vlastnost: doplnění munice

### Engineer
Tato herní třída má zbraně vysoké kadence ale malého poškození. Většinou jde o samopaly jako například Vector SMG nebo P90. Ve svém základním vybavením také má claymore (miny) 
Speciální vlastnost: doplnění brnění

### Medic
Medic (zdravotník) je velmi potřebná herní třída. Je vybaven brokovnicí na krátkou vzdálenost. Přestože z coop většinou odchází s nejméně zabitími, je nejdůležitějším díky své speciální schopnosti.
Speciální vlastnost: doplnění zdraví + oživení

### Sniper
Sniper je jediná třída která nemá speciální vlastnost. Zato je vybavena zbraní nevídaných možností - odstřelovací puškou. Tou je schopen ničit nepřítele na téměř všechny vzdálenosti. Odstřelovací pušky mají ve warfacu dva druhy:
Semi - Auto
Toto puška je hojně používána nízkými levely jednoduše proto, protože se nemají jak dostat k natahovačce. Poloautomatické pušky mají nízké poškození, takže na zabití protivníka potřebujete 2 trefy do těla. Za to jsou vybaveny mechanizmem umožňujícím klikat a střílet bez pauzy na natáhnutí. To jí činí nebezpečnou a nepřáteli neoblíbenou.
Natahovací
Nejoblíbenější druh odstřelovaček jsou natahovací pušky. Po každé střele se sice musí natáhnout (cca 0,7s) ale nepřítele zabijí na jednu ránu. Jsou oblíbené, používané a praktické.
Krom těchto dvou druhů je ve hře ještě jedna plně automatická odstřelovací puška jménem Garota. Nikdo jí nemá rád dokud jí sám nedostane, protože plná automatizace vyžaduje mnohem méně umu pro zabití nepřítele.

## Nepřátelé
Nepřátele mají také své třídy, ale jsou mnohem četnější
Assault
Tato třída je v podstatě rifleman, moc střel nevydrží a je vybaven buď puškou AK-103 (FY-103), FAMAS (F1) nebo puškou G36. Má ještě verzi městskou, která má pouze jiný vzhled.
CQB
V podstatě medic, akorát, že má jiný vzhled, nedokáže své spojence léčit, většinou se s ním setkáte v COOP misích a hlavně na mapách v Číně. Je vybaven brokovnicí Remington 870.
Sniper
Je vybaven puškou SVD-DRAGUNOV (SVK), ale dokáže nadělat pořádnou paseku, hlavně ve větších počtech. Je výhradně na městských a otevřených mapách.
Demoman
Tato třída je unikátní pro nepřítele, je velice nebezpečný, je vybaven raketometem a pistolí "Deagle", jeho slabina je delší nabíjení.
Shield
Voják, který vás srazí na zem a mlátí tak dlouho, dokud nezemřete, po sražení na zem můžete střílet z pistole(můžete získat "severe murder", která přináší body navíc), ale po chvíli už nebudete moci dělat nic, jen čekat až vás jeden ze spoluhráčů zachrání.
Spec-ops
Asi nejotravnější nepřítel ze všech, má laser, díky kterému jde obtížně zabít, většinou ho najdete v dálce, což ještě ztěžuje jeho zabití, má velice přesnou střelbu, proto vás jednoduše zabije, je vybaven puškou TAR-21 (Karkom).
Stormtroop
Assault, akorát s lehkým kulometem RPK. Má dobrý armor a jeho střelba je poměrně přesná. Nachází se hlavně na mapách v Africe.
Security guard
Vyskytuje se jen na pár mapách, hlavně v misi "HQ", kde je to primární nepřítel, má štít a obušek. V podstatě takový shield.
Enforcer
Skoro jako security guard, ale má zbraň P90, obušek a z dálky po vás střílí, zblízka vás mlátí svým obuškem a největší nebezpečí představuje ve větších počtech. Můžete se s ním setkat hlavně ve speciální operaci "Pripyat".
Shield gunner
Shield, akorát s SMG "Micro oren"(Micro Uzi), má štít(podle názvu), ale na rozdíl od "Shielda" se nepokusí srážet hráče k zemi, ale útočit se samopalem. Setkáte se s ním hlavně v misi  "HQ", kde představuje také hlavního nepřítele a ještě v misi "Black shark".
pozn. Jeho útok se štítem uděluje větší poškození než obyčejný shield.
Heavy sniper
Obyčejný odstřelovač, akorát, že má pušku s větším poškozením, konkrétně typ CheyTac M200.
Militant
Primárně určen pro boj na blízko, má pouze "ICE-AXE", většinou se objevuje ve velkých počtech, nemá příliš dobrý armor a z dálky je naprosto bezbranný. Setkáte se s ním hlavně v misi "Icebreaker".
Deadshot a Sharpshooter
Tyto dvě třídy jsou téměř stejné(hlavně vzhledově), jen s tím rozdílem, že deadshot má pušku CheyTac M200 a Sharpshooter má RPK.
zajímavosti:
- Deadshot má pušku speciálně upravenou tak, aby neměla téměř žádný "damage drop", tudíž uděluje maximální poškození na všechny vzdálenosti
- Sharpshooter měl být původně Deadshot a Sharpshooter neměl existovat, ale nakonec byly přidány obě třídy

Commando
Jen upravený demoman, ale ještě více nebezpečný, protože dokáže v krátkém čase vystřelit až 4 rakety + na rozdíl od demomana má pistoli "Colt Python".

### Speciální nepřátelé
SED
Robot, který utočí z dálky, má pistoli Colt M1911, je zranitelný pouze s melee zbraněmi.
Exterminator
Mají lehký kulomet "Pecheneg", plynovou masku a zelené maskování, je náročný na zabití.
Crusher
Elitní verze CQB, má brokovnici remington M870, a opět je náročný na zabití, vzhledově se neliší od třídy "Exterminator"
Punisher
Nijak se neliší od svých kolegů, opět zelené zbarvení a plynová maska, disponuje zbraní P90 a obuškem, jedná se o elitní verzi "Enforcera".

### PvE COOP Bossové
Heavy gunner
Má těžký kulomet, je obtížný na zabití, jelikož je zranitelný jen zezadu, je velmi často v misích COOP, hlavně v misích normal.
Mech 2300
Asi nejtěžší pozemní nepřítel, vyskytuje se v misích Normal a občas i Hard, je zranitelný jen do kokpitu a to jen s raketometem. Je vyzbrojen těžkým kulometem a rychlopalným raketometem.
KA-50
Helikoptéra, která je rychlá, tudíž obtížně zničitelná, je zranitelná jen raketometem a je vybavená těžkým kulometem a raketami.
Tank(Challenger 2)
Obyčejný tank, má dva typy, na Escort, kdy jej doprovázíte a poté jakožto nepřítele, kde jej máte zničit, zranitelný pouze raketami.

### Survival bossové
Blackbird
Není nijak vyzbrojena a je velmi unikátní, v jedné misi přijde vyzvednout hlavního záporáka - Oberona Whitea. Pro zničení je třeba tří raket.
Heavy tank(T-90)
Je vyzbrojen kanónem, je zranitelný opět pouze raketami, je velice obtížný na zničení a je to finální vlna mise "spearhead", nejedná se o obyčejný tank, ale o jeho vylepšenou a silnou verzi.
Sharckopter
Najdete je v misi "Icebreaker", jsou vlastně vylepšenou verzí KA-50, jsou zničitelné raketami, naopak je tato helikoptéra vybavena kulometem a raketami.
Flagship
Křižník, kterých máte v misi "Icebreaker" zničit několik za sebou, mají kanóny, ale jinak jsou více méně neškodné.
APC 3000(Pandur II)
Verze "pandura" s věží "Energy turret", dává průměrné poškození, střetnete se s ním v misi "Pripyat", zničitelný pomoci raket.
Mantis
Asi největší boss ze všech, nachází s v misi "Pripyat", ke jej na konci zničíte, má elektromagnetické kanóny, kulomety a silové pole zničitelné jen pomocí raket, je velice odolný.

### Cyborgs
Mají spoustu typů, ale vypadají velice podobně
Alpha
Běžný cyborg, utočí rukama, není nějak zvláště odolný.
Beta
Stejný jako Alpha, akorát s větší výdrží.
Omega
Nejodolnější ze základních "cyborgů", jinak nic speciálního.
Screamer
Mohou vás hodit na zem, jinak opět nic speciálního, šance na shození na zem se mění podle obtížnosti.
Kamikaze
Alpha, akorát, že nese výbušniny, které dají "instakill", objeví se například v misi "Anubis".
Heavy
Relativně vzácný Cyborg, je obrněný z boku, tudíž je dost odolný.
Destroyer
Proti hráčům neškodný, útočí jen na "EMP Vozidlo", střelba na něj vede k 80% snížení poškození, tudíž je zbytečné ho zabíjet.
Enigma
Destroyer, akorát, že má energy cannon, pro útok na hráče, exoskeleton je nezranitelný náboji.
Infected
Na hráče neútočí, jsou neškodní, nachází s v misi "Prypiat", kde získávají "sedrium" z radioaktivních hub, jsou zastaralý typ a nejsou připraveni k boji.

### Věže
Cobra
Běžná věž, je to v podstatě kulomet s velmi vysokou kadencí, zničitelné granáty a kulkami.
Muarena
Je obrněná a velice odolná, jsou vybaveny brokovnicí.
Armadillo
Malá věž, která je odolná, disponuje podobným kulometem jako Cobra, můžete se s ním setkat třeba v misi "Icebreaker".
Hornet
Hornet nemá žádné pancéřování, je jednoduchý na zničení, je vyzbrojen zbraní "energy cannon", setkáte se s ním v misi "Earth shaker".
Centipede
Centipede je lehce pancéřovaný "energy cannon", narazíte na něj třeba v misi "Pripyat".
Mammoth
Tato věž, je velice odolná, není zničitelná z boků, pouze zezadu, má těžký kulomet.Je založen na "Heavy gunnerovi", takže se tak bude i chovat.Nachází se například v misi "Icebreaker".
Ursula
Věž pojmenována po zakladatelce "blackwood corp." je zničitelná jen pomocí elektromagnetické pušky a střelbou do jádra, její jediná schopnost je střílet věže "Cobra". Setkáte se s ní na konci mise "Earth Shaker".

### Drony
Medusa
Dron, který má kulomet a pancéřování, je zničitelný granáty a kulkami, narazíte na něj v misi "Pripyat"
Worker drone
Pracovní dron, který neútočí, jen sbírá sedrium nebo něco staví, nemá ani cenu na něj útočit.Nachází se v misi "Pripyat".M8 zelené zbarvení, tudíž ho lehce poznáte.

## Rusko
Velký úspěch zaznamenala hra Warface především v Rusku a Číně, přičemž je zajímavý přístup vydavatelů, kdy v Rusku jde o typickou free-to-play hru pro hard-core hráče, kdežto v Číně funguje spíše na bázi pay2win. V Rusku se za první rok fungování hry zaregistrovalo 9 milionů hráčů, přičemž v průměru jsou to 2 miliony hráčů na každý měsíc.

## Beta
Uzavřená beta hry probíhá po několik měsíců od 17. ledna 2013 – do hry jsou postupně přidávány prvky, které jsou přítomny v ruské verzi hry. Betatest k 11.4.13 stále probíhá, ale hra jeví všechny známky plnohodnotného spuštění v krátké době.
Navzdory očekávání nebyl, kvůli změně vydavatele, následován uzavřený betatest další fází, ale několikaměsíčním výpadkem. Až v červnu 2013 bylo oznámeno, že Warface bude vydávat sám Crytek a že další fází bude nová, pravděpodobně již kratší, uzavřená betaverze.